# Menindee
Menindee – miasto w Australii, w stanie Nowa Południowa Walia.